# Errore giudiziario
L'errore giudiziario consiste nella divergenza tra un fatto storico e il suo accertamento processuale, dovuta a fattori che alterano il quadro probatorio o la sua valutazione, e quindi la ricostruzione del fatto stesso. Tali fattori, intenzionali o no (ad esempio le prove possono essere inquinate dagli autori del fatto, ma anche raccolte in modo inaccurato dagli inquirenti, mal formate a causa di errori testimoniali o mal interpretate dal giudice), fanno sì che la sentenza consacri una verità processuale difforme dalla verità storica, e produca perciò conseguenze ingiuste.
Ciò è rilevante soprattutto quando, nel processo penale, l'errore giudiziario determina la condanna dell'innocente, che viene così ingiustamente privato della libertà con la reclusione o addirittura, negli ordinamenti dove vige la pena di morte, della vita.
L'errore giudiziario discende di massima da una falsa credenza del giudice sui fatti oggetto del processo, sebbene possa anche darsi che egli si renda conto dell'ingiustizia ma non possa porvi rimedio, essendo tenuto a pronunciare sentenza in base alle risultanze processuali e non alle proprie intime convinzioni.
Molti sistemi giudiziari hanno una diversa procedura di archiviazione di un caso. La circostanza estrema per la quale una sentenza, in seguito ad un errore giudiziario, non può più essere modificata, è il decesso dell'imputato.
Peraltro l'ordinamento italiano prevede la possibilità di rimediare ad un errore giudiziario anche dopo la morte del condannato: il procedimento di revisione di sentenza di condanna definitiva può essere promosso anche da un erede o da un prossimo congiunto del condannato che sia deceduto (art. 632 codice di procedura penale).

## Errore di primo e secondo tipo
L'errore giudiziario (errore di primo tipo) è spesso confuso con “sentenza ingiusta” riferita a pene comminate in circostanze anomale per l'accusa o per la difesa (errore di secondo tipo). Tali sentenze sono spesso denunciate dai sostenitori dell'abolizione della pena capitale. In tempi recenti, ad esempio, il prelievo e l'analisi del DNA è servita scagionare molte persone da accuse ingiuste.
Un altro termine “processo farsa” è talvolta utilizzato per ingenti e deliberati errori giudiziari, specialmente laddove vi è il concorso dei mass media e di forti pressioni esterne.
Il concetto di errore giudiziario ha importanti implicazioni nei casi di revisione, cioè nei casi in cui il Tribunale decide di rivedere o di correggere una sentenza dove si ravvisano certi errori.

## Cause di errore
Le cause di errore giudiziario possono variare in base a:
- patteggiamento che offre degli incentivi all'imputato innocente per dichiararsi colpevole;
- sospetti confermati da parte degli investigatori;
- detenzione, sofisticazione o distruzione di eventuali prove in possesso degli inquirenti;
- pregiudizi di sorta verso le persone da cui dipende la difesa dell'imputato;
- anomalie nell'identificazione del trasgressore dai testimoni o dalla vittima;
- sovrastima o sottovalutazione di eventuali testimonianze o perizie di parte;
- esami o analisi forensi errate o carenti;
- false confessioni estorte durante gli interrogatori della polizia;
- falsa confessione dovuta a mitomania dell'imputato;
- condizionamenti sulla giuria o sull'assise da parte di un giudice;
- condizionamenti dei mass media e dell'opinione pubblica sull'imputato e/o sui propri difensori o anche su giudici e giuria (cosiddetto "processo mediatico");
- falsa testimonianza del vero colpevole o dei suoi complici;
- falsa testimonianza della vittima o dei testimoni;
- pressioni di gruppi di interesse verso il giudice o i magistrati.

Il rischio di un errore giudiziario è uno dei principali argomenti di dibattito sulla pena capitale.
Laddove le persone subiscono l'esecuzione appena dopo la sentenza, l'effetto principale dell'errore giudiziario è irreversibile.
Le esecuzioni su cui cadono i sospetti di errore giudiziario in quasi nessun caso prevedono la possibilità di rivedere o correggere la sentenza di condanna.
Molti Stati americani preferiscono per tali motivi lasciare lunghi tempi di detenzione, talvolta anche decennali prima dell'esecuzione, così da sperare che possa emergere qualche prova che scagioni l'imputato.
Anche se alla fine non si verifica l'esecuzione, il tempo trascorso in carcere ingiustamente ha un effetto deleterio sul soggetto e sulla propria famiglia.
Il rischio di errore giudiziario è quindi alto anche in presenza di processi lunghi.

## Errori giudiziari nel mondo
Non sono inclusi i colpevoli di reati poi depenalizzati, ma in vigore all'epoca dei fatti.

### Paesi Bassi
L'omicidio al Schiedammerpark, così come il caso dell'omicidio Putten, porta all'istituzione della Commissione Posthumus I che si occupò di analizzare il caso e che giunse alla conclusione che le indagini della polizia non avevano considerato i reperti di DNA. Di conseguenza, la commissione cercò di capire se vi fossero stati analoghi casi per i quali vi erano stati errori di questo tipo e, in particolare, si concentrò sui casi di Lucia de Berk, Ina Post, e sul  caso Enschede. In tutti questi casi, i periti incaricati (professori Wagenaar, van Koppen, Israëls, Crombag, e Derksen) attribuirono alla dinamica delle indagini come causa dell'errore giudiziario.

### Paesi scandinavi
In svedese si parla di justitiemord, letteralmente “omicidio giudiziario”, riferito ai casi in cui una persona è processata, condannata e poi in seguito riabilitata sulla base di nuove evidenze che lo scagionano dalle originarie accuse.
La polizia norvegese, il tribunale e gli istituti penitenziari sono stati spesso accusati in diverse occasioni dalla Corte Europea per i Diritti Umani di violare il principio di innocenza prima dell'ultimo grado di giudizio. La pena suprema, comunque, di detenzione non supera i 21 anni, quindi, nel caso in cui si riesca a dimostrare l'errore, è scontato che le persone siano prosciolte ma non sempre risarcite del danno.

### Francia
In Francia avvennero, nel XVIII secolo, alcuni dei più celebri casi giudiziari, dettati dalle leggi dell'epoca e da grossolani pregiudizi religiosi: il caso Calas, il caso de La Barre e altri, contro la cui ingiustizia si scagliò Voltaire con il Trattato sulla tolleranza. I due uomini condannati, ormai giustiziati, verranno poi riabilitati.
Un altro caso celebre fu l'affare Dreyfus, alla fine del XIX secolo.

### Inghilterra
Fino al 2005 il sistema fondato sulla cosiddetta probation penale permetteva, prima ancora di scontare la detenzione, ai condannati di trascorrere tutto il tempo in lavori socialmente utili: bastava confessare il reato per il quale erano stati accusati. Coloro che si rifiutavano di confessare, avrebbero scontato tutta la pena in carcere come nel caso dei Sei di Birmingham.
Dopo la riforma del sistema penale voluta dal governo laburista, la probation fu estesa anche a coloro che non si erano dichiarati colpevoli.

### India
Noto è il caso degli italiani Elisabetta Boncompagni e Tomaso Bruno, accusati dell'omicidio di un compagno di viaggio, Francesco Montis (forse deceduto per cause naturali, dovute a problemi di salute o all'uso di droga), condannati nel primo processo e in appello all'ergastolo, e poi assolti dall'Alta Corte nel 2015.

### Italia
Il primo errore giudiziario moderno che si conosca avvenne nel 1630, con la condanna a morte di due cittadini milanesi, Guglielmo Piazza e Gian Giacomo Mora, nel cosiddetto "processo agli untori" della peste del 1630, per un reato inesistente e difficilmente praticabile (aver sparso la malattia con "unguenti"), come narrato approfonditamente nella Storia della colonna infame di Alessandro Manzoni, e precedentemente dalle Osservazioni sulla tortura di Pietro Verri (entrambe le opere traggono informazioni dalla cronaca di Giuseppe Ripamonti).
Più recentemente, nel XX secolo, un referendum del 1987 e una sentenza della Corte di giustizia europea hanno affermato la responsabilità civile dei magistrati. Il principio della responsabilità civile, è disciplinato dalla legge n. 117/1988, che comporta che, al pari di altre professioni, i magistrati possano rispondere risarcendo il danno qualora compiano un atto con dolo o colpa grave, parificando la loro responsabilità a tutti gli impiegati civili dello Stato. In caso di colpa semplice o errore è lo Stato a risarcire le vittime.
Vi sono stati moltissimi casi celebri, a livello mediatico e non, di errori giudiziari accertati e riconosciuti (passati in giudicato o prosciolti), con imputati accusati di gravi reati ma innocenti; tra essi: Rocco Scotellaro, Enzo Tortora, Pasquale Casillo, Daniele Barillà, Gino Girolimoni, Raffaele Sollecito, Amanda Knox, Pietro Valpreda, Giuseppe Gulotta, Raniero Busco, Elvo Zornitta, il caso dei falsi abusi di Rignano Flaminio, Medhanie Tesfamariam Behre, Beniamino Zuncheddu, Pietro Paolo Melis.
L'Associazione Italiana Vittime di Malagiustizia (AIVM), una ONLUS che dal 2012 svolge attività di sostegno diretto alle vittime di malagiustizia ed errori giudiziari in Italia, ha complessivamente sostenuto nei suoi primi sei anni di attività oltre 7.000 vittime.

### Scozia
Il Criminal Appeal Act amplia la giurisdizione della Corte di Appello dopo lo scandalo del processo di Oscar Slater.
In seguito alla promulgazione del codice penale scozzese, che perciò si distingue da quello inglese, la 
Commissione scozzese di revisione si insediò nel 1999.
In tal modo, tutti i casi sottoposti al giudizio della Commissione subiscono una revisione imparziale prima della sentenza definitiva in Cassazione.

### Spagna
La Costituzione della Spagna tutela le vittime di errori giudiziari.

### Stati Uniti
Lo stato risarcisce la vittima, o se è defunta, i parenti. Casi celebri riconosciuti: gli anarchici italiani Sacco e Vanzetti (giustiziati nel 1927, riabilitati nel 1977 dal governatore del Massachusetts Michael Dukakis), il minorenne George Stinney (giustiziato nel 1944 e riabilitato nel 2014), il pugile Rubin Carter, il cantante Michael Jackson e il regista Woody Allen (prosciolto in istruttoria). Casi controversi furono quelli di OJ Simpson e Richard Bandler.
Particolarmente controversa e ritenuta da alcuni anticostituzionale è la "legge delle bande" del Texas, che prevede la condanna a morte per chi venga giudicato complice "morale" di un assassino, anche se non ha partecipato materialmente e/o volontariamente al delitto, perfino se ne fosse completamente all'insaputa. Questa legge ha causato alcune controverse condanne di persone fisicamente innocenti. Ci sono inoltre stati casi in cui il test del DNA poteva scagionare un condannato, ma non venne ammesso come prova perché presentata troppo in ritardo o per altri motivi, come avvenuto in Virginia per i casi di Joseph O'Dell, Derek Rocco Barnabei e Troy Davis. Nel caso di O'Dell, giustiziato tramite iniezione letale nel 1997, fu uno dei procuratori distrettuali dello Stato (district attorney) a riconoscere, l'anno seguente, che "un uomo innocente era stato messo a morte", tuttavia non riuscì ad ottenere un riconoscimento ufficiale e le prove del caso vennero distrutte dopo un certo periodo, come previsto per i casi considerati chiusi.
Molto dibattuto tutt'oggi è il caso di Chico Forti, velista italiano condannato per omicidio nel 2000, che si è sempre dichiarato innocente e vittima di errore giudiziario. Il caso ha colpito l'opinione pubblica italiana e statunitense, creando un grande movimento di supporto a Chico al quale varie personalità politiche e dello spettacolo hanno aderito chiedendo una revisione del processo, la grazia o almeno l'estradizione in Italia

### Canada
Steven Truscott fu condannato a morte per l'omicidio di una ragazza di 12 anni. In seguito la sua condanna fu trasformata in ergastolo e nel 2007 fu scagionato completamente dalle accuse e risarcito con $ 6,5 milioni. 
Donald Marshall, Jr. condannato erroneamente per omicidio dopo 11 anni di carcere fu assolto nel 1983. 
David Milgaard fu condannato per omicidio ma dopo 23 anni di reclusione fu riconosciuto innocente e risarcito con $10 milioni. 
Nel 1992 Guy Paul Morin fu condannato all'ergastolo per l'omicidio di una bambina di otto anni avvenuto nel 1984. Nel 1995 un nuovo test del DNA dimostrò che Morin non poteva essere il colpevole e fu risarcito con $ 1,25 milioni.

## Letteratura
- Voltaire, Trattato sulla tolleranza in occasione della morte di Jean Calas, 1762
- Alessandro Manzoni, Storia della colonna infame, 1842
- Alexandre Dumas padre, Il conte di Montecristo, 1844
- Victor Hugo, I miserabili, 1862
- Émile Zola, J'accuse, lungo editoriale, 1898
- Edgar Lee Masters, Carl Hamblin, poesia dell'Antologia di Spoon River, 1915
- Franz Kafka, Il processo, 1925
- Pierre Boulle, La faccia o il procuratore di Bergerane, 1953
- Ignazio Silone, Il segreto di Luca, 1956
- Leonardo Sciascia, Il contesto. Una parodia, Torino, Einaudi, 1971
- Heinrich Böll, L'onore perduto di Katharina Blum, 1974
- Andrew Klavan, Prima di mezzanotte, 1998

## Testimonianze
- Pietro Valpreda, È lui. Diario dalla galera, Milano, Rizzoli, 1974.
- Giambattista Lazagna, Carcere, repressione, lotta di classe: col testo annotato della proposta di nuova legge penitenziaria approvata dal Senato il 18 dicembre 1973, Feltrinelli, 1974
- Comitato Italiano Giustizia per Massimo Carlotto (a cura di), La giustizia negata: Il caso Carlotto, Associazione Ora d'Aria, 1992.
- Massimo Carlotto, Il fuggiasco, Edizioni e/o, 1994
- Salvatore Ferraro, Il dito contro. Memoriale del processo per l'assassinio di Marta Russo, prefazione di Vittorio Feltri, Avagliano, 2001.
- Enzo Tortora, Cara Silvia. Lettere per non dimenticare, Venezia, Marsilio, 2003.
- Enzo Tortora, Per una giustizia giusta, Kaos Edizioni, 2006
- Corrado Carnevale, Un giudice solo. Una vicenda esemplare, a colloquio con Andrea Monda, Venezia, Marsilio, 2006. ISBN 88-317-8867-1.
- Alan Dershowitz, Dubbi ragionevoli. Il sistema della giustizia penale e il caso O.J. Simpson, Giuffrè, 2007
- Raffaele Sollecito, Andrew Gumbel, Honor Bound: My Journey to Hell and Back with Amanda Knox, 2012, Gallery Books. ISBN 978-1-4516-9598-4.
- Amanda Knox, Waiting to Be Heard: A Memoir, 2013. Harper. ISBN 978-0-06-221720-2.
- Lori Urs O'Dell-St. John, The corruption of innocence: a true story of a journey for justice, 2013, Creative Production Services Inc., ISBN 0-9890401-2-7
- Nicola Biondo, Giuseppe Gulotta, Alkamar. Una vita in carcere da innocente, Chiarelettere, 2013
- Davide La Cara e Antonio Castorina, Viaggio nelle carceri, con la partecipazione di Laura Coccia, Roberto Giachetti, Rita Bernardini e un'intervista a Raffaele Sollecito, ed. Eir e Giovani Democratici, 2014

## Filmografia
- L'affare Dreyfus di José Ferrer, 1958
- Il processo di Orson Welles, 1962, dal romanzo omonimo
- L'affare Dreyfus di Leandro Castellani, sceneggiato televisivo RAI del 1968
- Sacco e Vanzetti di Giuliano Montaldo, 1971
- Sbatti il mostro in prima pagina di Marco Bellocchio, 1972
- Girolimoni, il mostro di Roma di Damiano Damiani, 1972
- Il caso Katharina Blum di Margarethe von Trotta, 1975
- Rocco Scotellaro di Maurizio Scaparro, 1978
- Prigionieri dell'onore di Ken Russell, 1991
- Il fuggitivo di Andrew Davis, 1993
- Fino a prova contraria di Clint Eastwood, 1999, dal romanzo Prima di mezzanotte
- Un uomo perbene  di Maurizio Zaccaro, film TV del 1999
- Hurricane - Il grido dell'innocenza di Norman Jewison, 1999
- Colpevole d'innocenza di Bruce Beresford, 1999
- Il miglio verde di Frank Darabont, 1999
- The Life of David Gale di Alan Parker, 2003
- Il fuggiasco di Andrea Manni, 2003
- L'uomo sbagliato, film TV del 2005
- Il delitto di via Poma, film TV del 2011
- Romanzo di una strage di Marco Tullio Giordana, 2012
- Il caso Enzo Tortora - Dove eravamo rimasti?, film TV del 2013

## Musica
- Georges Brassens, Le gorille, 1952; tradotta in italiano e ripresa da Fabrizio De André come Il gorilla, 1968
- AA. VV., La ballata del Pinelli, 1969
- Joan Baez ed Ennio Morricone, Here's to you (The Ballad of Nick and Bart), 1971
- Bob Dylan, Hurricane, 1976
- Roberto Vecchioni, Signor giudice (un signore così così), 1979
- Davide Giromini, Affare Dreyfuss, 2005
- Presi per caso, Girolimoni (Lettera aperta a favore del concittadino Gino G.), album del 2007